# Pertti Palmroth
Pertti Pauli llmari Palmroth, född 12 augusti 1931 i Birkala, död 29 mars 2020 i Tammerfors, var en finländsk industriman och formgivare. Han är Finlands ledande och internationellt mest kända designer av högklassiga damskor med damstövlar som specialitet. 
Palmroth inledde sin bana som designer 1952, då han formgav sina första skor för dåvarande Miss Universum Armi Kuusela. Han blev 1970 verkställande direktör och var senare styrelseordförande för familjebolaget Pertti Palmroth. Bolagets anor går tillbaka till 1928, då fadern Pentti Palmroth (1901–1968) grundade en skofabrik i Birkala. 
Palmroths skor och stövlar har setts i många reportage i världens ledande modetidningar, bland annat i Vogue, Harper's Bazaar och Elle och har sedan 1958 exporterats till ett stort antal länder (omkring 30 st. 2005). Numera tillverkas Palmroths produkter av bolaget Hamken Oy, medan butikerna går under namnet Pertti Palmroth. Koncernen har fabriker i Tammerfors, Birkala och Virdois.

### Uppslagsverk
- Palmroth, Pertti i Uppslagsverket Finland (webbupplaga, 2012). CC-BY-SA 4.0